# Biserica de lemn din Zamostea
Biserica de lemn „Sfântul Dumitru” din Zamostea este un lăcaș de cult ortodox construit în anul 1925 în satul Zamostea din comuna omonimă aflată în județul Suceava. Edificiul religios se află localizat în cimitirul din centrul satului, pe latura de est a drumului DJ 291A, și are hramul Sfântul Dumitru, sărbătorit la data de 26 octombrie.
Biserica de lemn din Zamostea nu a fost inclusă pe Lista monumentelor istorice din județul Suceava.

## Istoricul bisericii
Satul Zamostea este una dintre cele mai vechi localități de pe teritoriul actualului județ Suceava. În anul 1490, voievodul Ștefan cel Mare (1457-1504) a închinat 50 biserici, printr-un hrisov, către Episcopia Rădăuților, printre care și “a 23-a biserică cu popă din Zamostea”. Ulterior, satul apare și în alte documente de arhivă din secolele al XVI-lea, al XVII-lea și al XVIII-lea. 
În anul 1744 preotul Dumitru Ungureanu a construit aici o biserică de bârne cu hramul „Sf. Voievozi“, care a fost strămutată în 1851 în satul învecinat Poiana (astăzi în comuna Zvoriștea). 
În anii 1803-1810 căpitanul Grigore Costrăș (călugărit sub numele de Ghenadie) a ctitorit o biserică de zid în centrul satului în locul bisericii de lemn mai vechi.  Noul lăcaș de cult a primit hramul "Sf. Ioan Botezătorul". Acesta a devenit biserică parohială a satului Zamostea. După secularizarea averilor mănăstirești (decembrie 1863), s-au format primele gospodării țărănești indepedente din Zamostea. 
Biserica de lemn „Sfântul Dumitru” din Zamostea a fost construită în anul 1925, având rolul de capelă a cimitirului mare al comunei. În anul 1942 ea a fost declarată parohie bugetată, în satul Zamostea funcționând de atunci două parohii: Parohia "Sf. Dumitru" și Parohia "Sf. Ioan Botezătorul" (cu o biserică din anul 1810). 
Între anii 1996-2004, la nord de biserica de lemn, s-a construit o biserică spațioasă din cărămidă cu hramul „Pogorârea Sfântului Duh”. 
În apropierea bisericii de lemn se află un turn-clopotniță din lemn. 

## Arhitectura bisericii
Biserica de lemn din Zamostea este construită în totalitate din bârne de brad masiv. Pereții din bârne sunt placați cu scânduri vopsite în culoarea verde. Inițial acoperită cu șindrilă, biserica are în prezent învelitoare din tablă.
În biserică se intră printr-un pridvor aflat pe latura de vest. Biserica are o turlă deasupra pronaosului.

## Imagini

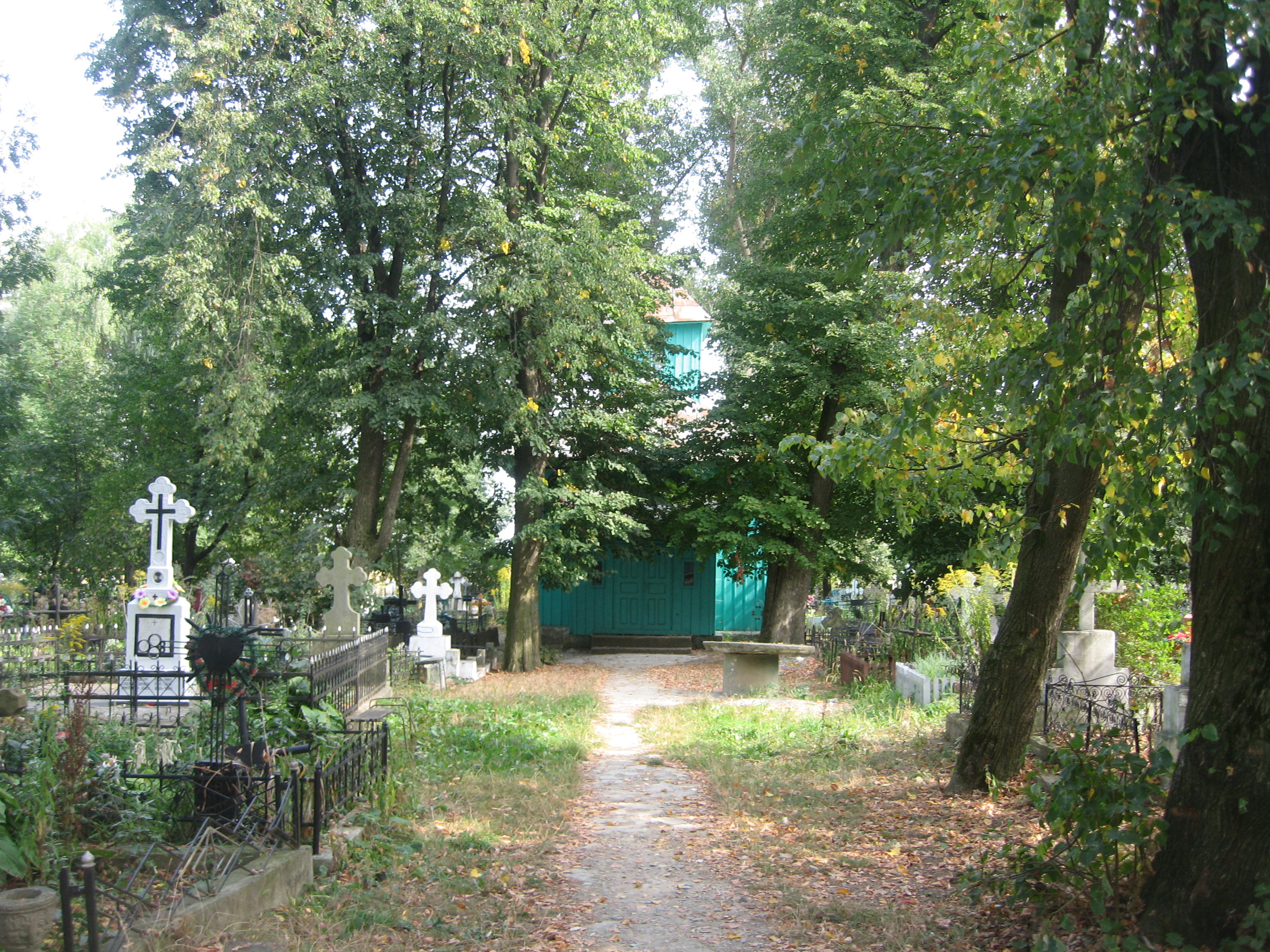
Biserica văzută de la intrarea în cimitir
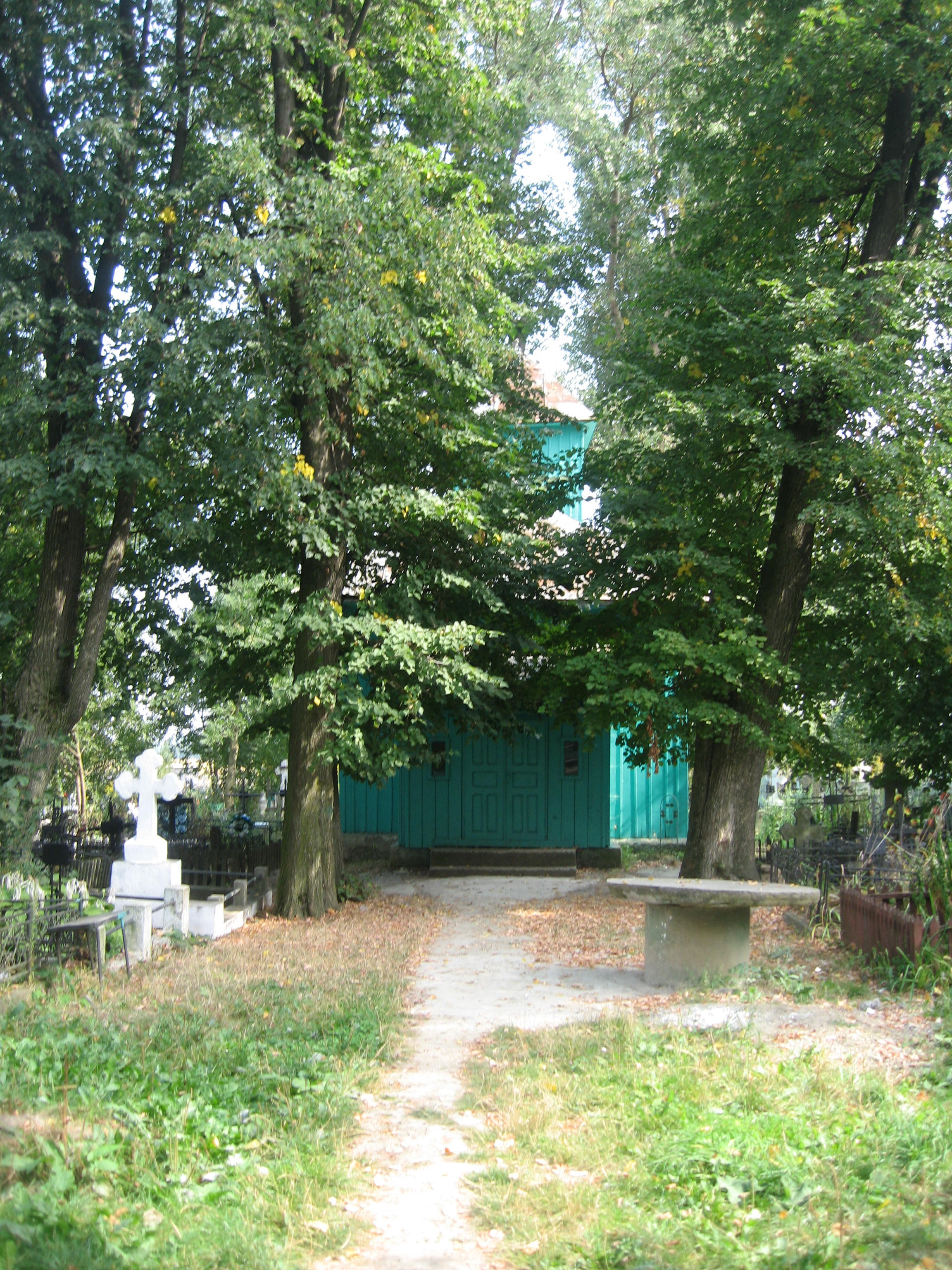
Biserica văzută de la intrarea în cimitir
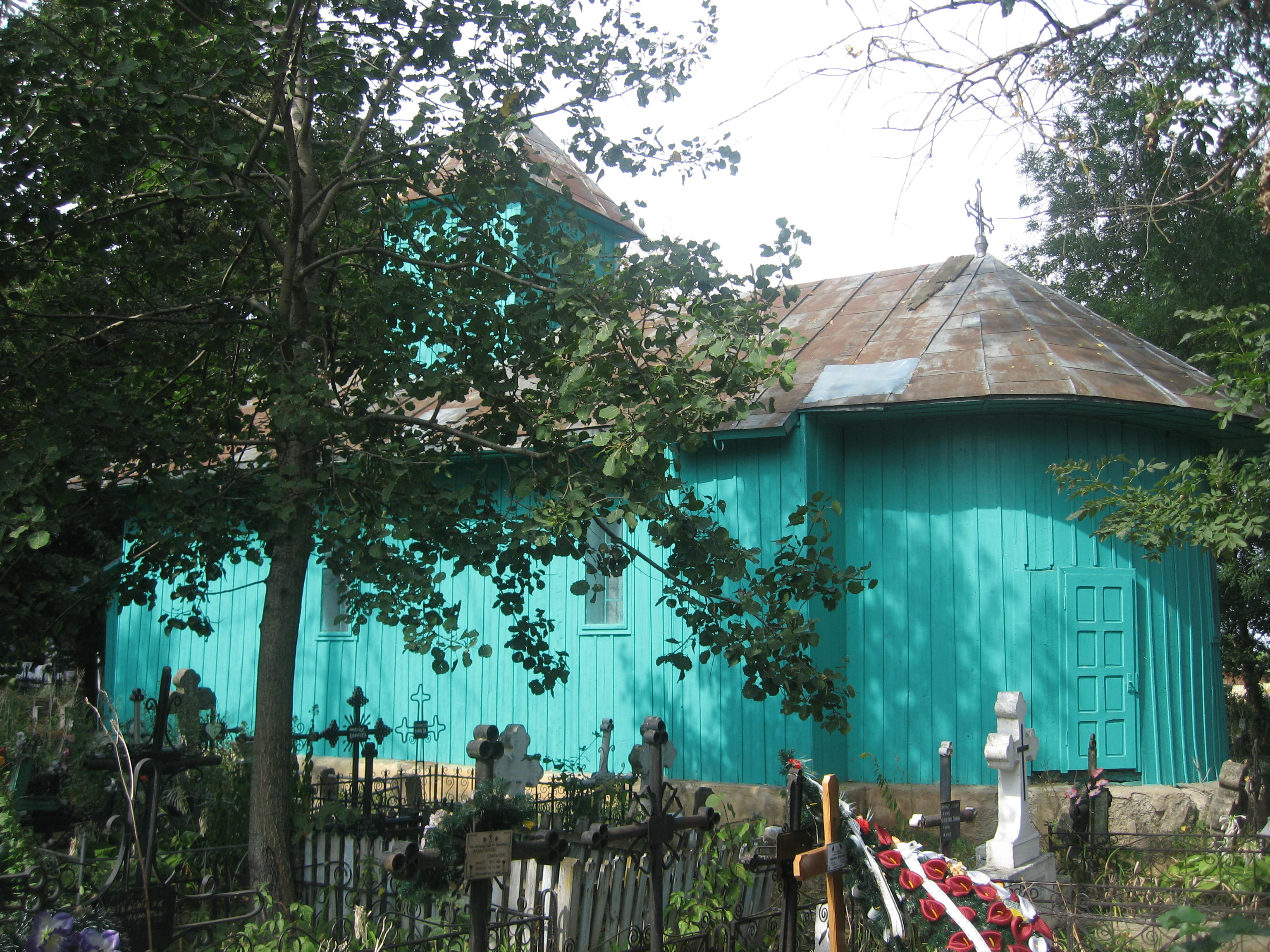
Biserica văzută de pe latura de sud
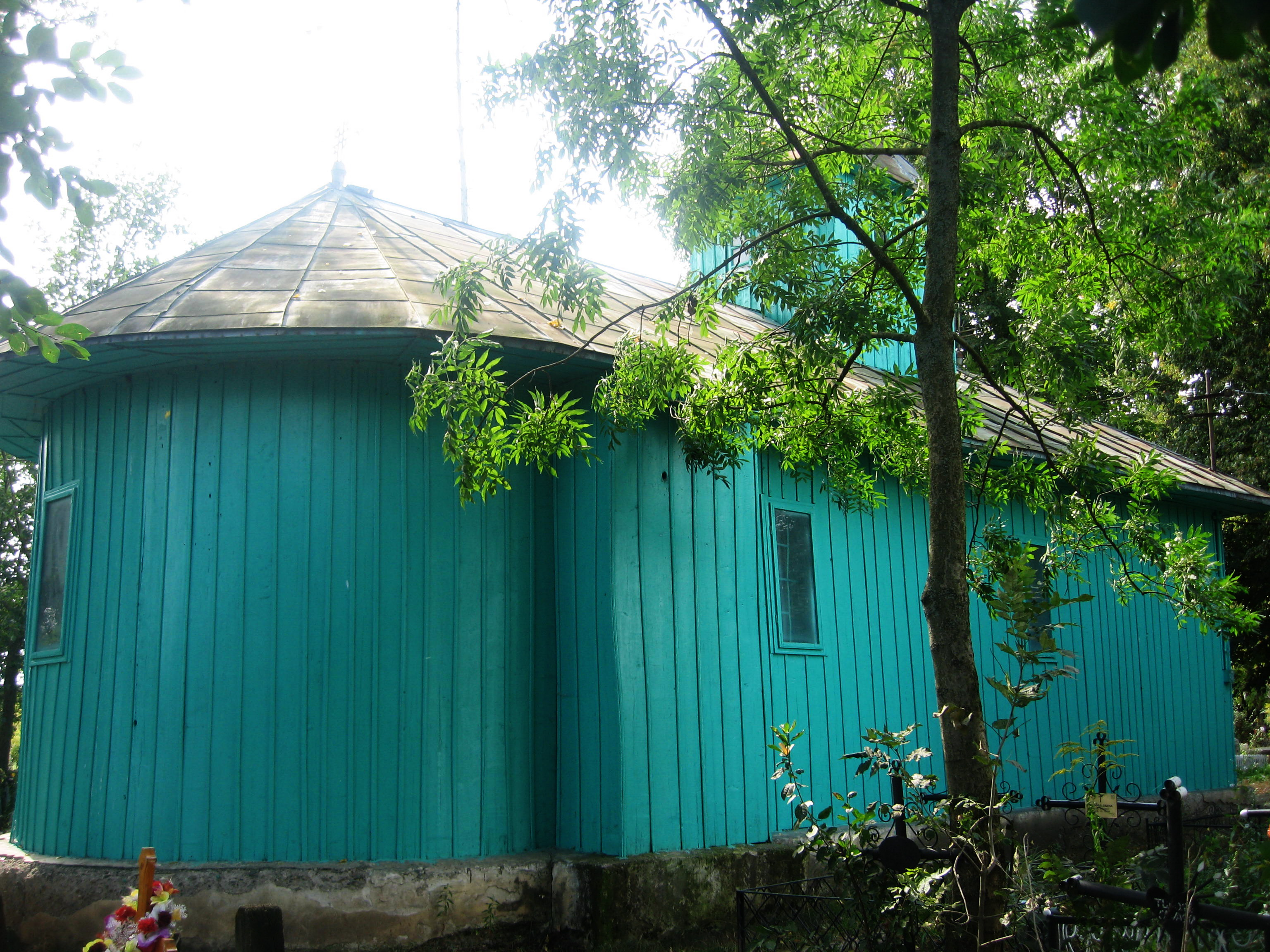
Biserica văzută de pe latura de nord
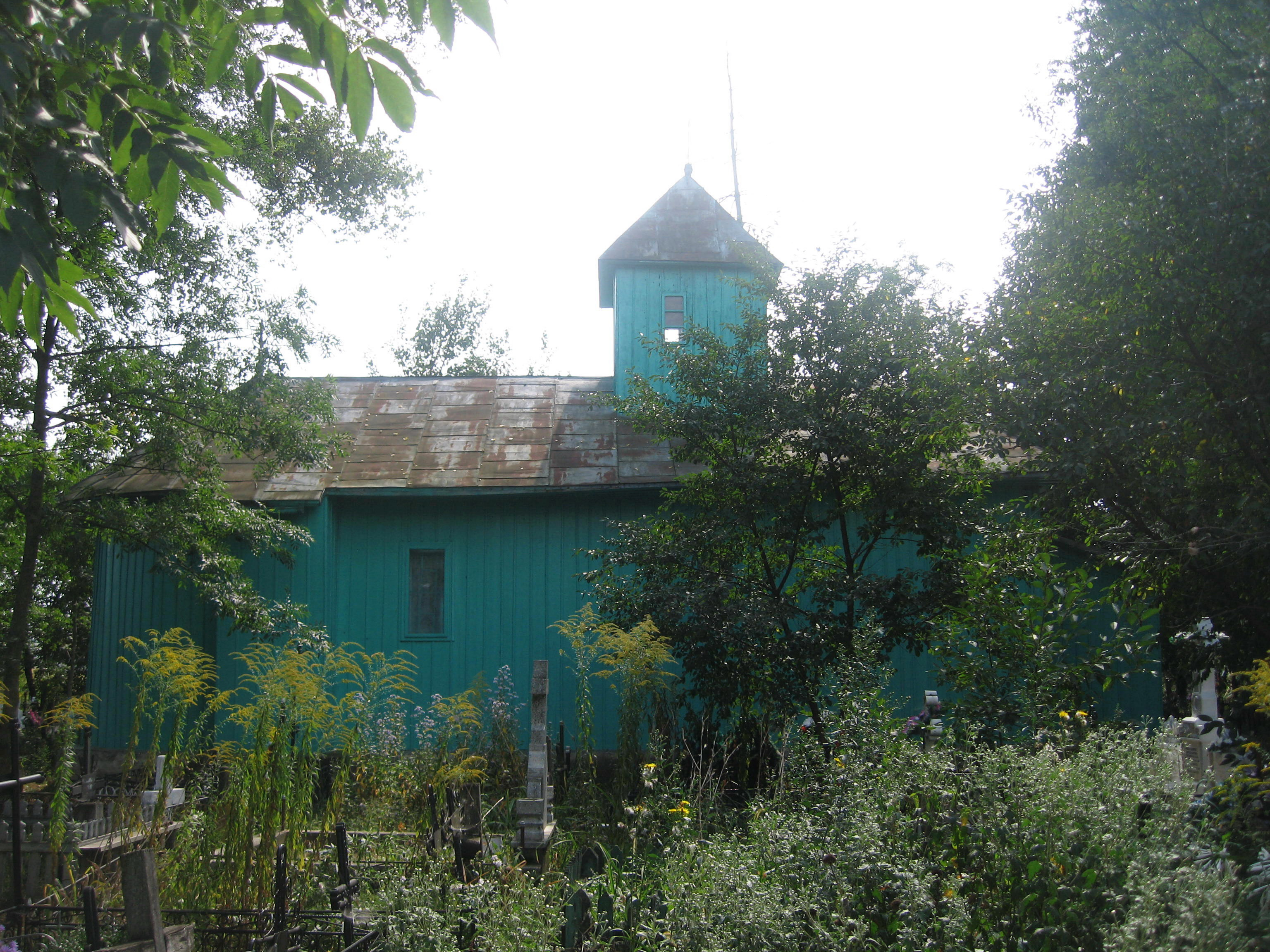
Biserica văzută de pe latura de nord
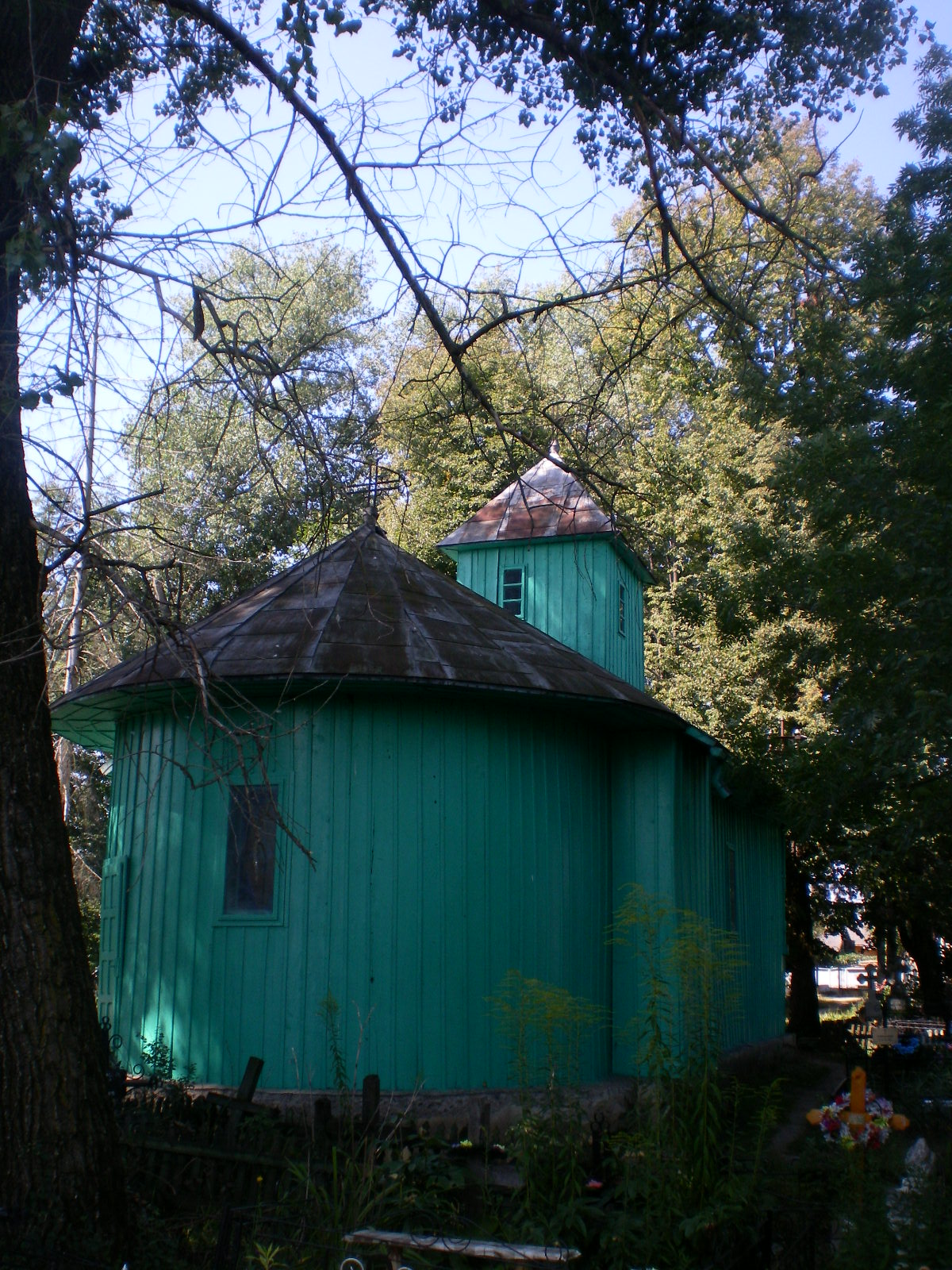
Biserica de lemn
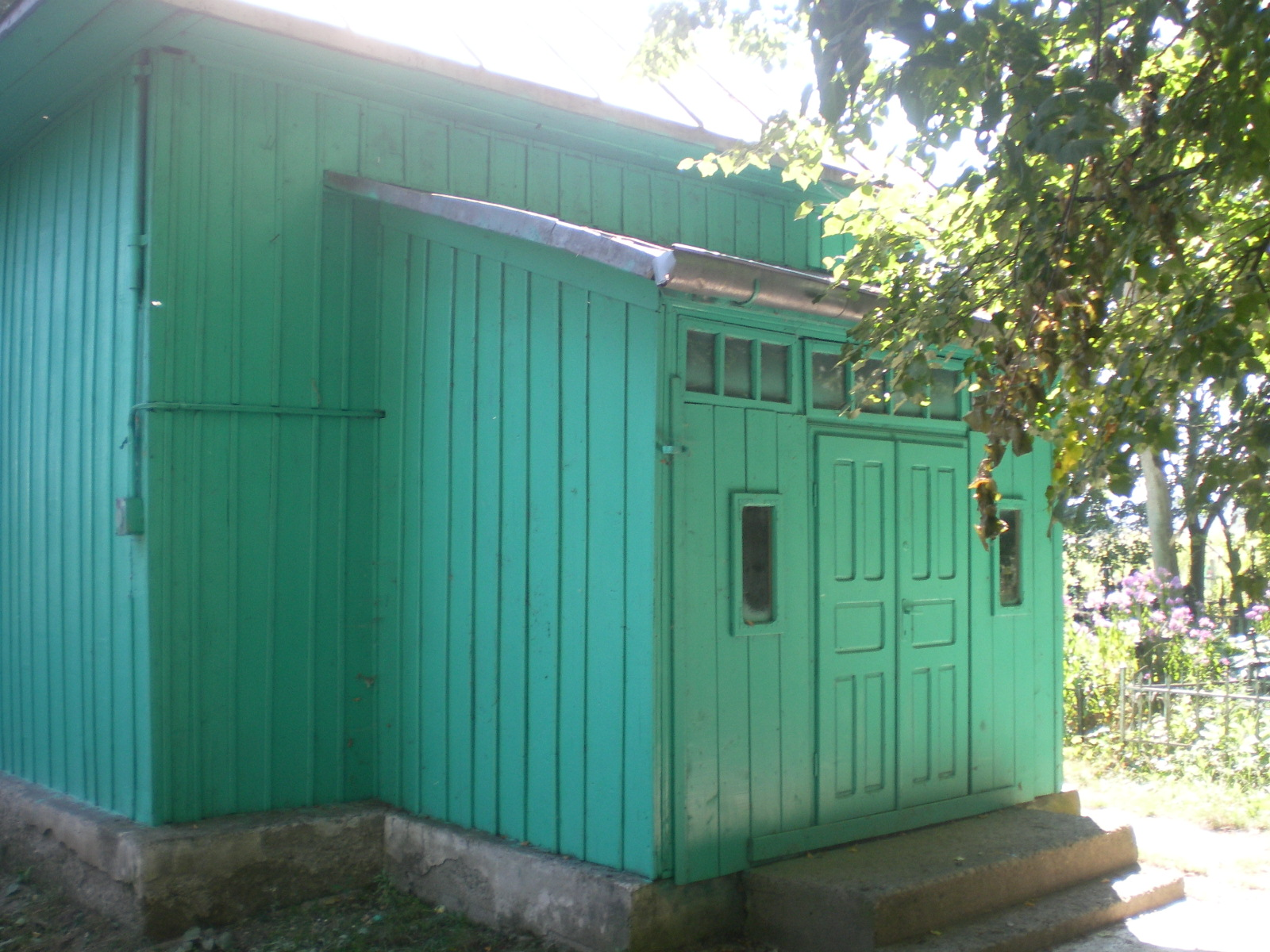
Pridvorul pe latura de vest
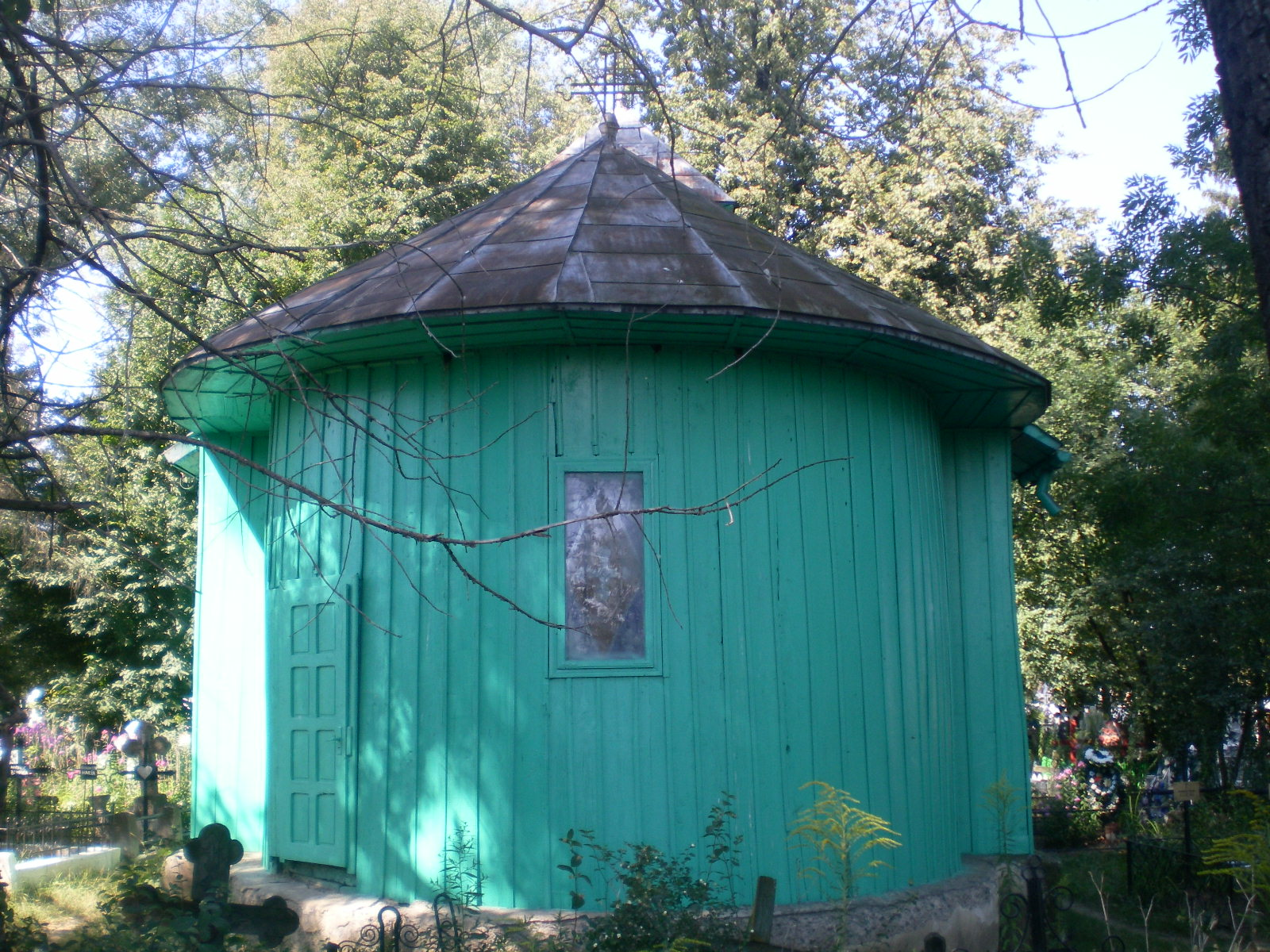
Absida altarului
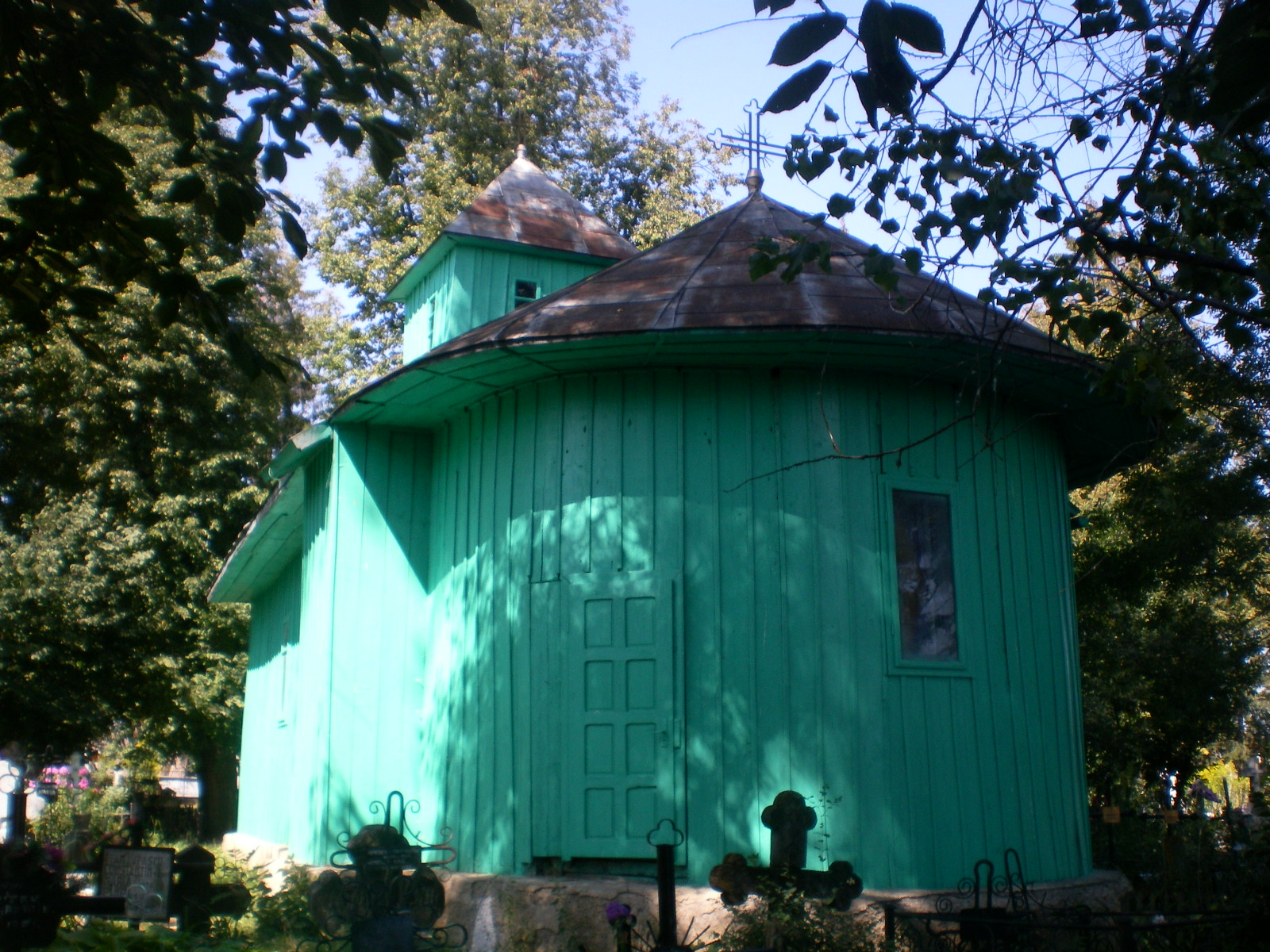
Biserica din latura de sud-est
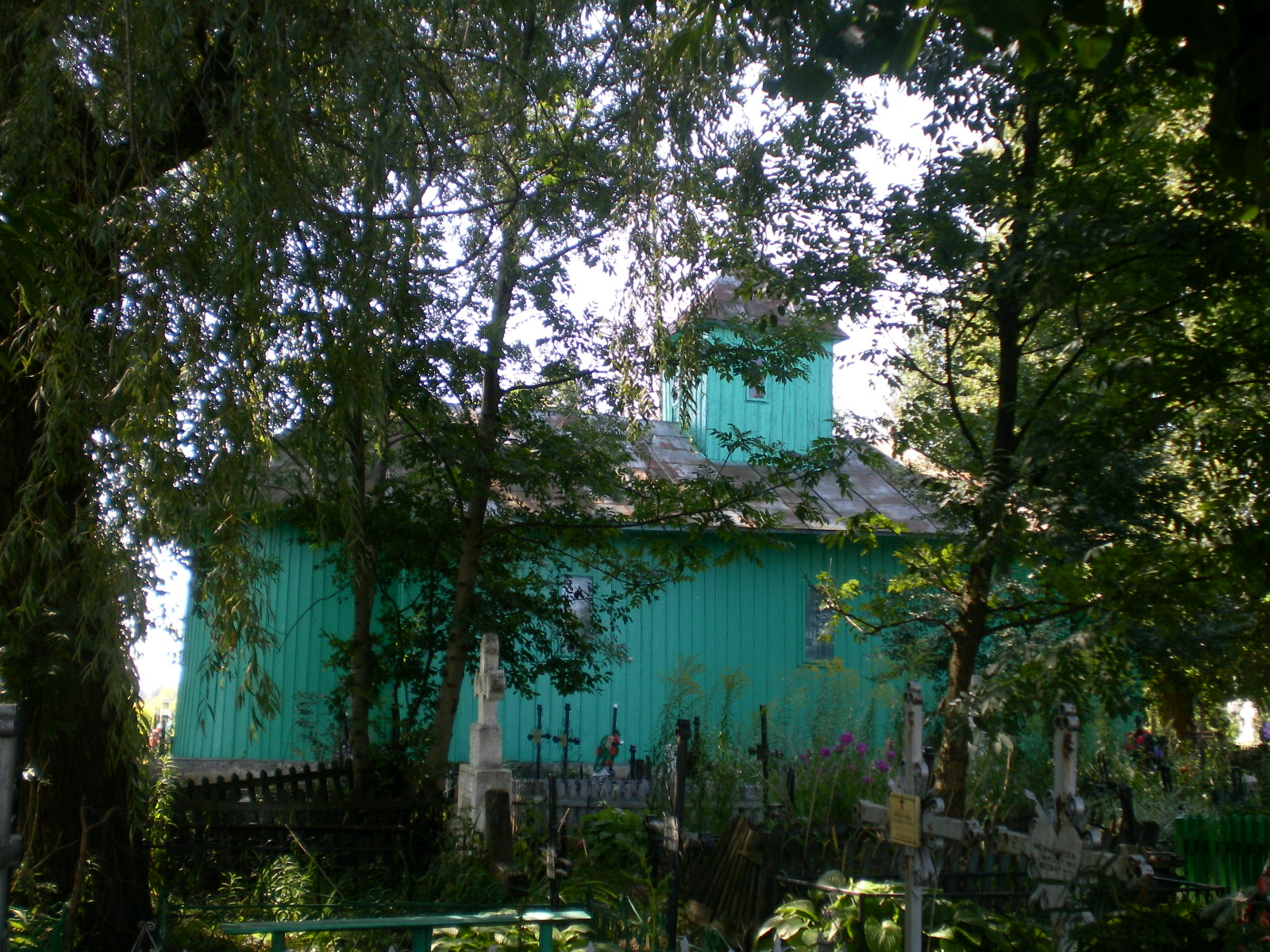
Biserica din latura de nord
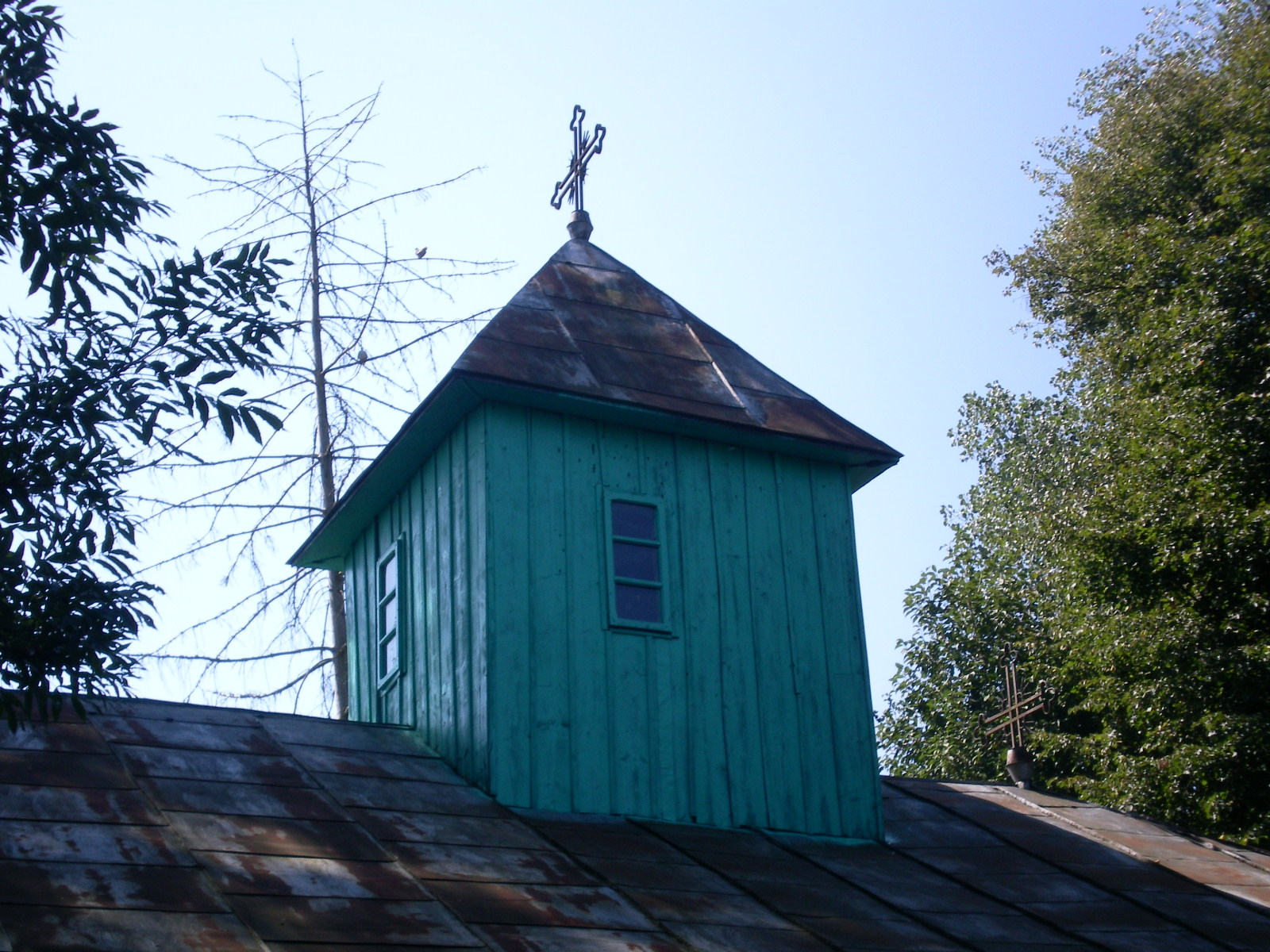
Turla bisericii
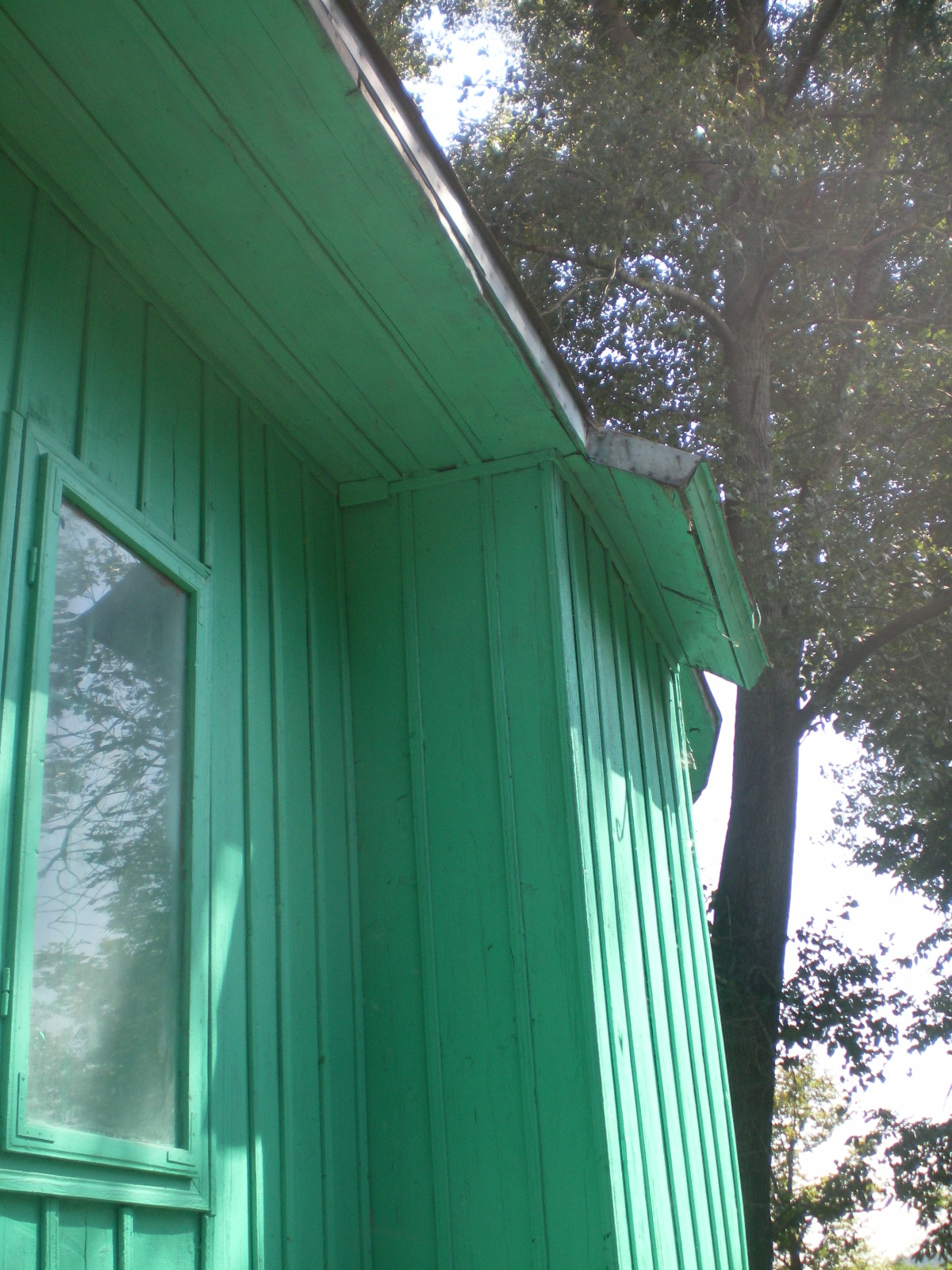
Detaliu
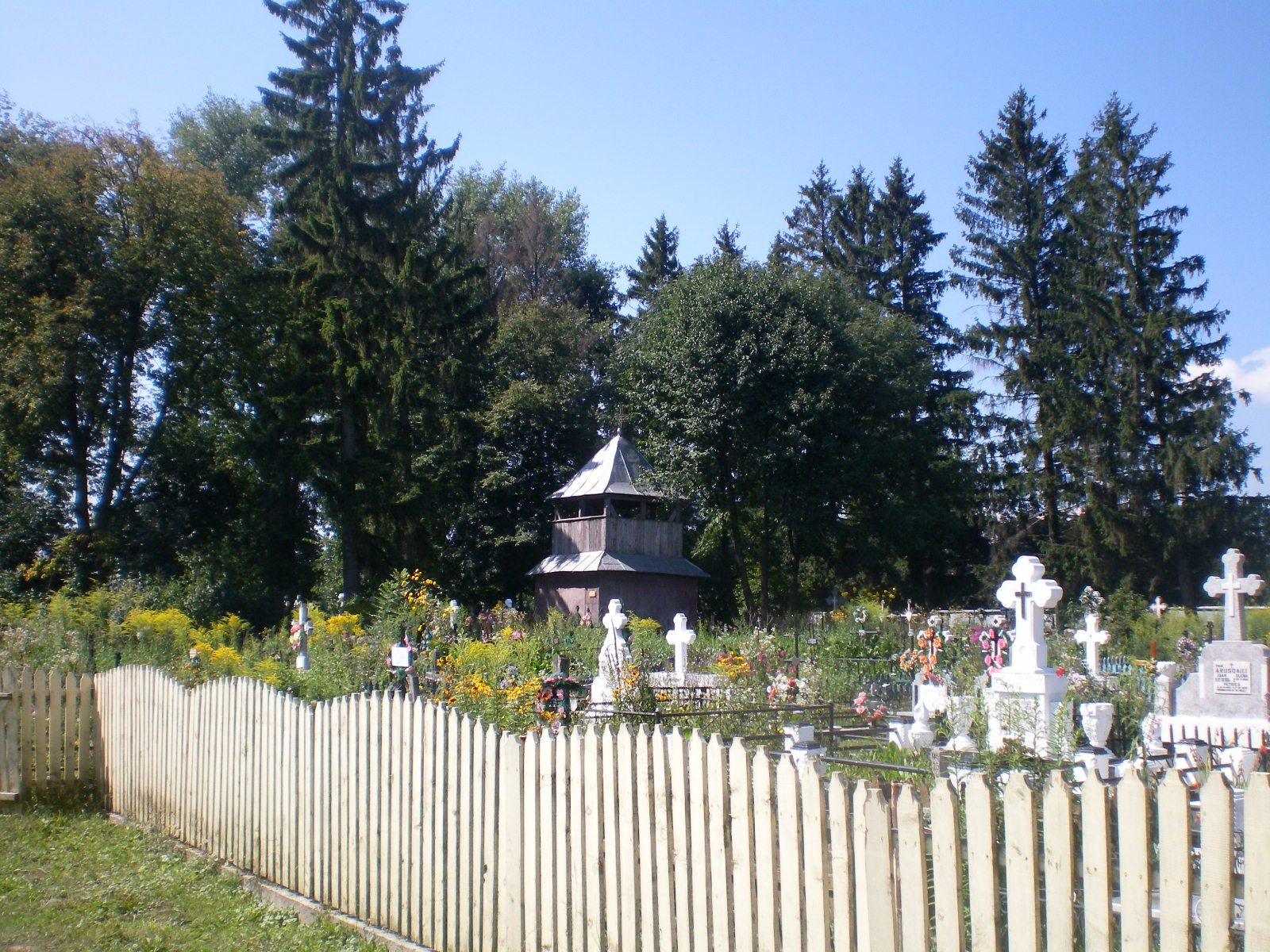
Cimitirul cu clopotnița
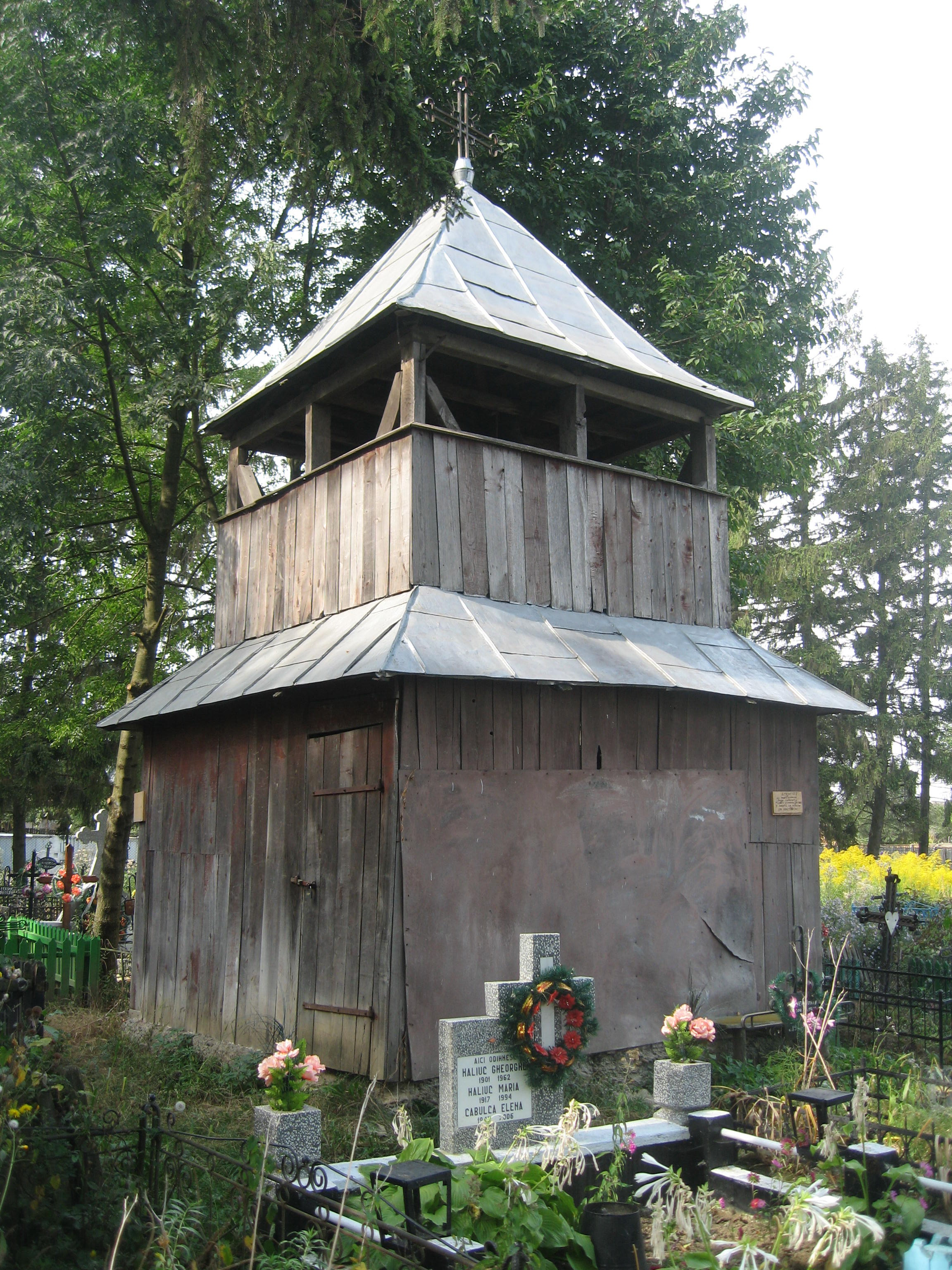
Turnul clopotniță
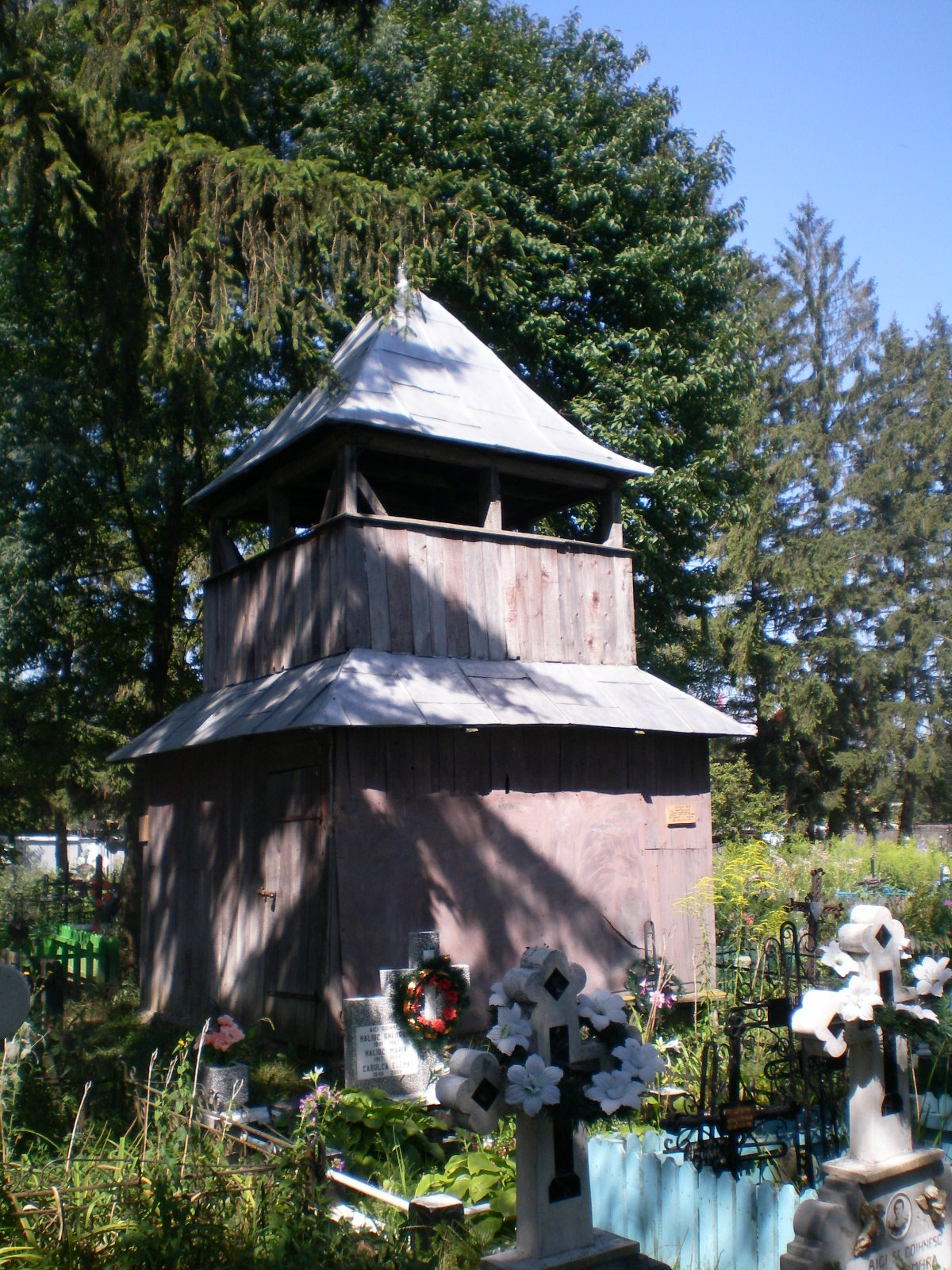
Turnul clopotniță
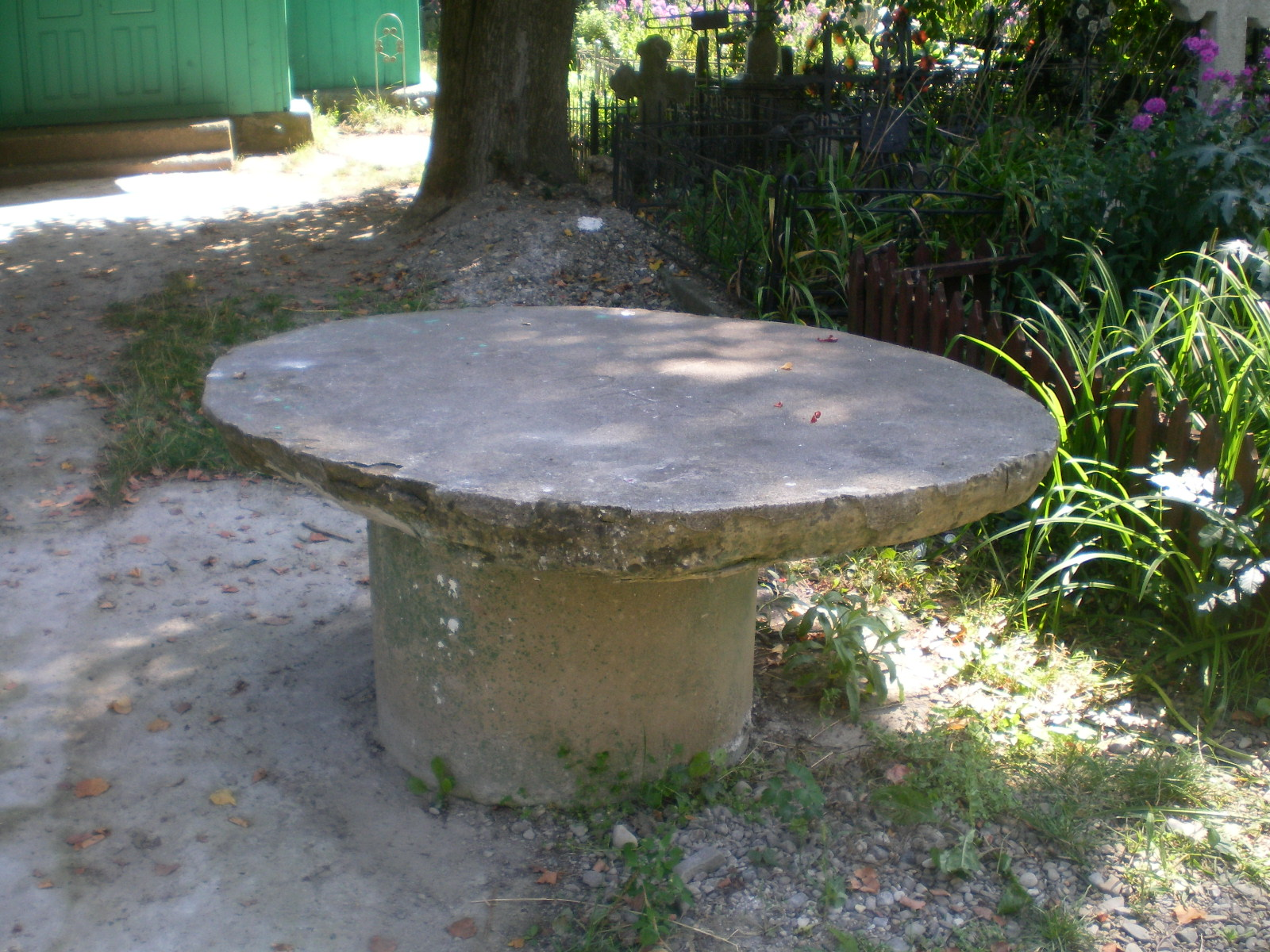
Masă de piatră în curtea bisericii
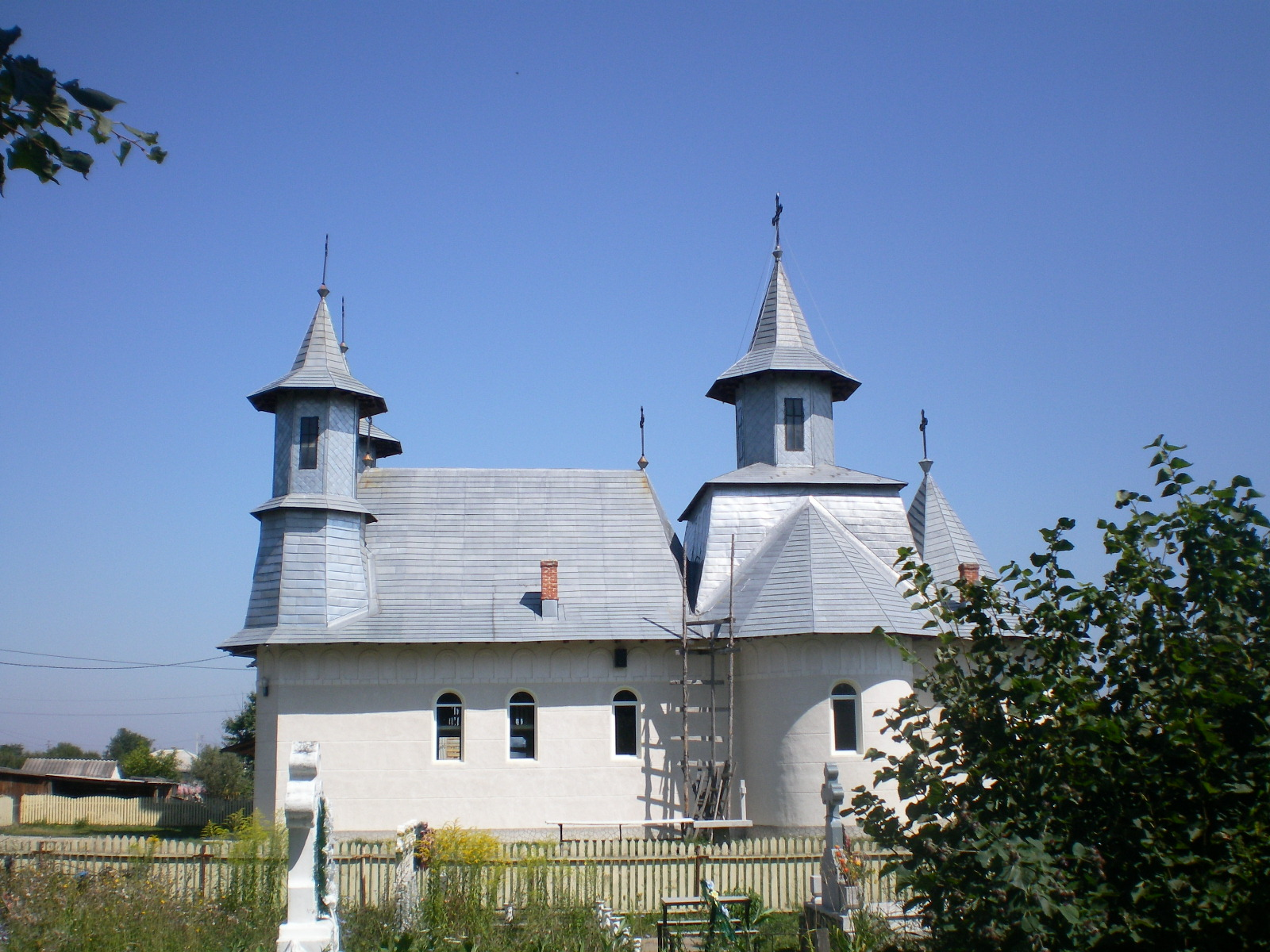
Biserica nouă, la nord de biserica veche
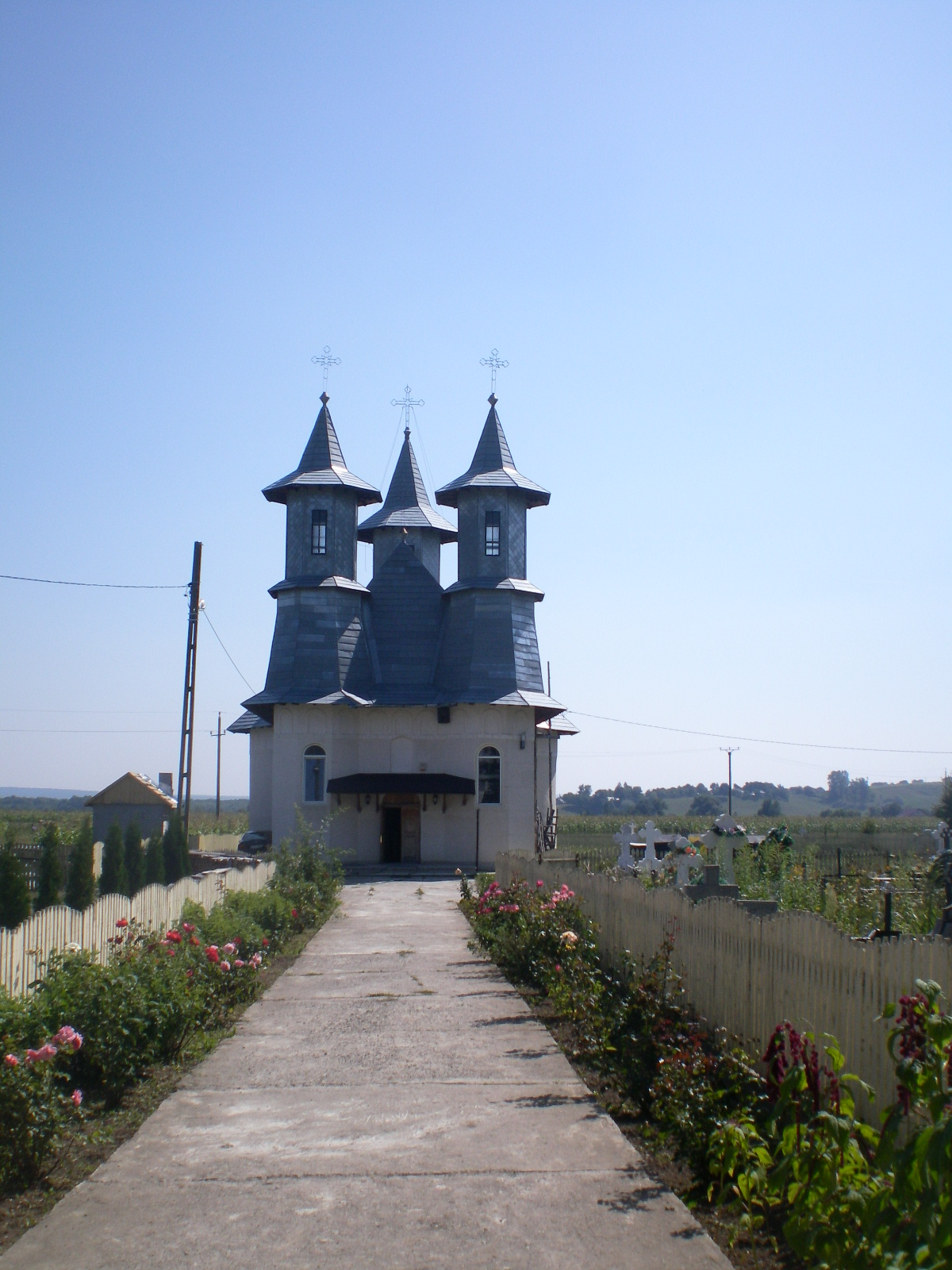
Biserica nouă, latura de vest